# صوران (حلب)
صوران بلدة وناحية إدارية تابعة لمنطقة اعزاز في محافظة حلب في سوريا. تقع شمال شرق مدينة حلب. بلغ عدد سكان الناحية 30,032 نسمة حسب تعداد عام 2004. يعمل معظم سكان صوران بالزراعة البعلية و المروية. يمر فيها نهر قويق، الذي يجف في الصيف ويكون غزيرا جدا في وقت الشتاء والربيع بسبب ذوبان الثلوج على الجبال الواقعة شمال القرية. تبعد القرية 12 كيلومترا عن الحدود التركية، ولذلك فان هناك بعض السكان الذين يتكلمون اللغة التركية بطلاقة.